# القاهرة القبطية

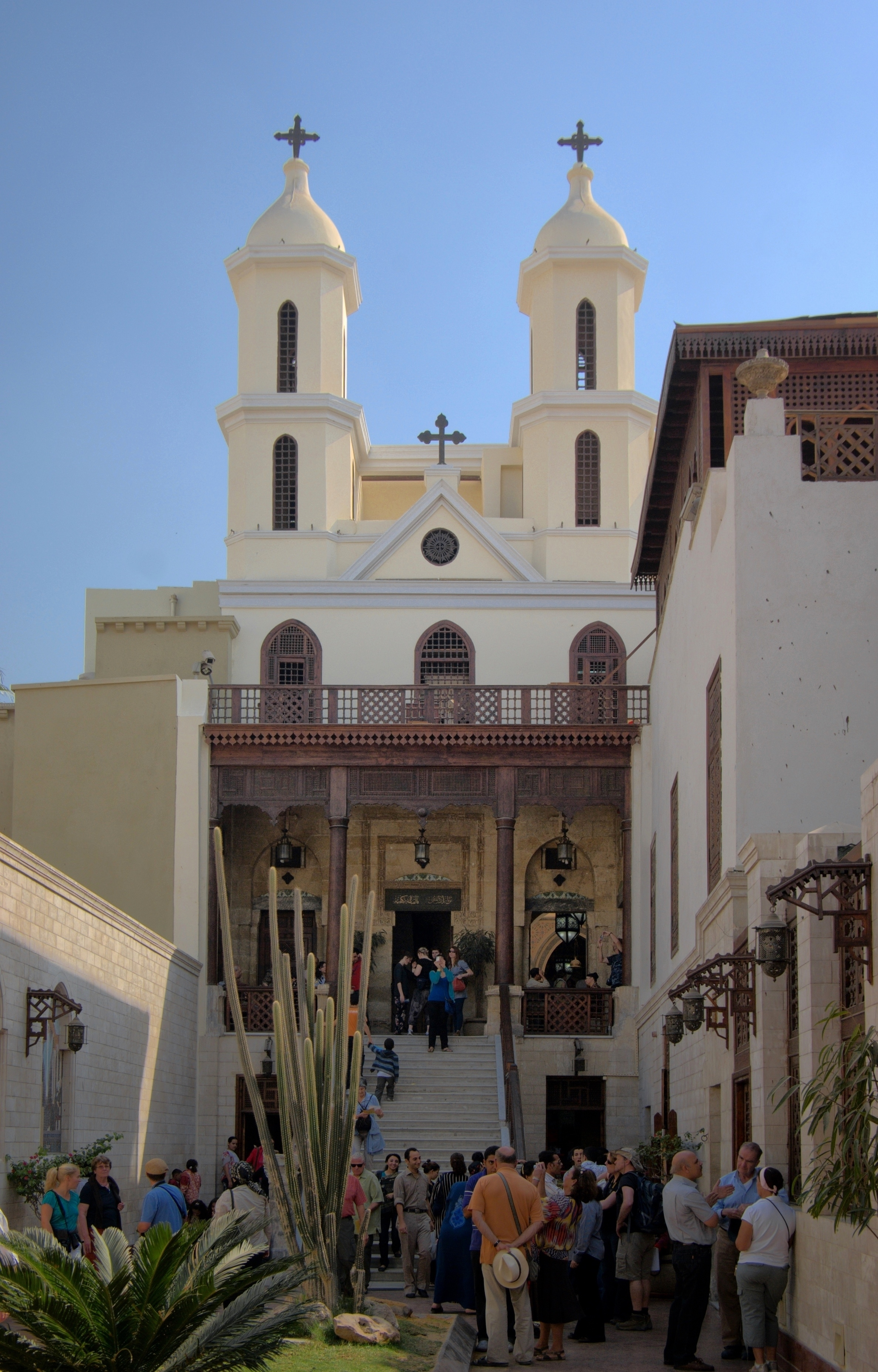
الكنيسة المعلقة أشهر معالم القاهرة القبطية

تقع القاهرة القبطية هي جزء من القاهرة القديمة التي تضم قلعة بابل والمتحف القبطي والكنيسة المعلقة وكنيسة القديس جورج اليونانية والعديد من الكنائس القبطية والمواقع التاريخية الأخرى. من المعتقد في التقاليد المسيحية أن العائلة المقدسة زارت هذه المنطقة ومكثت في موقع كنيسة القديسين سرجيوس وباخوس (أبو سرجة). كانت القاهرة القبطية معقلًا للمسيحية في مصر قبل وأثناء العصر الإسلامي، حيث تم بناء معظم كنائسها بعد الفتح الإسلامي لمصر في القرن السابع. تقع القاهرة القبطية في منطقة أثرية هامة، فهي على مقربة من جامع عمرو بن العاص، ومعبد بن عزرا اليهودي.

## تاريخ
هناك أدلة على وجود استيطان في المنطقة منذ القرن السادس قبل الميلاد، عندما بنى الفرس حصنًا على نهر النيل، شمال ممفيس. كما بنى الفرس قناة من النيل (في الفسطاط) إلى البحر الأحمر. سميت المستوطنة الفارسية بابل، وهي تذكرنا بالمدينة القديمة على طول نهر الفرات، واكتسبت أهمية في حين تراجعت مدينة ممفيس القريبة، وكذلك هليوبوليس. خلال العصر البطلمي، تم نسيان بابل وشعبها في الغالب.
يُعتقد تقليديًا أن العائلة المقدسة زارت المنطقة أثناء الرحلة إلى مصر، بحثًا عن ملجأ من هيرودس. علاوة على ذلك، يُعتقد أن المسيحية بدأت تنتشر في مصر عندما وصل القديس مرقس إلى الإسكندرية، ليصبح أول بطريرك، على الرغم من بقاء الدين تحت الأرض خلال حكم الرومان. عندما بدأ السكان المحليون في تنظيم تمرد، استولى الرومان، مدركين للأهمية الاستراتيجية للمنطقة، على الحصن ونقلوه إلى مكان قريب باسم حصن بابل. أعاد تراجان فتح القناة إلى البحر الأحمر، مما أدى إلى زيادة التجارة، على الرغم من أن مصر ظلت في مأزق بالنسبة للرومان.
في عهد الرومان، تمكن القديس مرقس وخلفاؤه من تحويل جزء كبير من السكان، من المعتقدات الوثنية إلى المسيحية. مع نمو المجتمعات المسيحية في مصر، تعرضوا للاضطهاد من قبل الرومان، تحت حكم الإمبراطور دقلديانوس حوالي 300 بعد الميلاد، واستمر الاضطهاد بعد مرسوم ميلانو الذي أعلن التسامح الديني. انفصلت الكنيسة القبطية فيما بعد عن كنيسة الرومان والبيزنطيين. تحت حكم أركاديوس (395-408)، تم بناء عدد من الكنائس في القاهرة القديمة. في السنوات الأولى من الحكم العربي، سُمح للأقباط ببناء عدة كنائس داخل منطقة الحصن القديمة في القاهرة القديمة.
تم إنشاء كنيس بن عزرا في القاهرة القبطية عام 1115، فيما كان سابقًا كنيسة قبطية تم بناؤها في القرن الثامن. احتاج الأقباط إلى بيعه لجمع الأموال لدفع الضرائب لابن طولون.
في القرن الحادي عشر الميلادي، استضافت القاهرة القبطية مقر بابا الإسكندرية القبطي الأرثوذكسي، والذي يقع مقره تاريخيًا في الإسكندرية. مع انتقال القوى الحاكمة من الإسكندرية إلى القاهرة بعد الفتح الإسلامي لمصر في عهد البابا كريستودولوس، أصبحت القاهرة المقر الثابت والرسمي للبابا القبطي في الكنيسة المعلقة في القاهرة القبطية عام 1047.
تأسس المتحف القبطي عام 1910، ويضم أهم نماذج الفن القبطي في العالم.

## الكنائس
تعد القاهرة القبطية، حتى يومنا هذا، منطقة ذات أغلبية مسيحية، تستضيف العديد من الكنائس ذات الأهمية التاريخية:
1. المتحف القبطي
2. الكنيسة المعلقة
3. كنيسة القديس مينا بجوار حصن بابليون
4. كنيسة العذراء
5. كنيسة العذراء مريم
6. كنيسة القديس جورج
7. كنيسة القديسة بربارة
8. كنيسة القديس أبو سرجة
9. كنيسة بابليون
10. كنيسة الشهيد تادرس
11. كنيسة القديس شنودة
12. كنيسة الشهيد مرقوريوس (أبو سيفين)

سميت الكنيسة المعلقة بالمعلقة لأنها بنيت على برجين من الأبراج القديمة للحصن الروماني (حصن بابليون)، ذلك الذي كان قد بناه الإمبراطور تراجان في القرن الثاني الميلادي، والذي استطاع المسلمون إسقاطه في محاربتهم للرومان وأهدي عمرو بن العاص هذا المكان للأنبا بنيامين ليبني فيه كنيسة وتعتبر المعلقة هي أقدم الكنائس التي لا تزال باقية في مصر.

## وصلات خارجية
- القاهرة القبطية اون لاين
- القاهرة القبطية على علم المصريات على الإنترنت